# ミー (サイボーグクロちゃん)
ミーは、横内なおきの漫画『サイボーグクロちゃん』または、そのアニメに登場する架空のサイボーグ。担当声優は手塚ちはる。

## 概要
クロのライバルであるサイボーグの猫。基本的に「ミーくん」と呼ばれる。一人称は「僕」や「俺」。料理が大得意だが洗濯と掃除は苦手。
剛くんとは付き合いの長さもあって非常に仲が良い。生身の体の時、自分の母親を殺した遺伝子改造犬のパトラッシュに復讐を挑み、返り討ちにあって四肢断裂という重傷を負うが、剛くんによってサイボーグとして蘇った。このことから剛くんに対して深い恩義を感じており、彼の世界征服の夢を叶えるために奔走したり、彼に身の危険が迫ると自分の身を省みず行動する。
登場初期、クロとは宿敵であったが、現在その関係はなし崩しになり、良くも悪くも親友となっている。
クロやダンクとは違って、外見はとても機械的。生身の頃の外見的特徴があまり残っておらず、明確に面影があるのは耳の模様くらいである。よって口の場所は不明瞭で、味見するときもどちらかというと口らしい模様の部分と額の間ある線の部分から飲んでいる。ただしデビルミーになった際には口としての模様の部分が完全に口となっていた。また、後述の悪魔チップを残して完全に破壊された状態で喋るシーンもあり、見た目だけでなく体もほぼ完全に機械化されているようである。
腹部に1と書いてあるのは、彼がニャンニャンアーミー1号であることを示している。よって、再会した4号が彼のことを「ニャンニャンアーミーのリーダーだろ！」と怒っており、去り際にも「1号」と呼んでいる。

## 性格
登場当初はクールでシビアな性格を思わせていたが、実際は面倒見がよく、粗暴なクロと比べれば温和な性格で優しい。初期は人間に対して良い印象を持っていない発言もしてはいたが、人間の友達も多くなったためか自然になくなっていった。剛を傷つける者に対しては誰にでも怒りを見せるが、クロだけは怒らない。しかし状況次第ではクロが手も付けられないほど怒ることもある。剛のことを誰よりも大切に思っており（コタロー曰く奥さんみたい）、登場当初も彼にだけは優しかったが、時々剛を自分で殴る時もある。
剛と共に悪事を働いていたわりには「非常時の盗みは重罪」と言ったり、ヌイグルミを手に入れる際にクレーンゲームから盗もうとしたクロに対し「それじゃ泥棒じゃないか！」と叫んだりと妙に几帳面な所がある。
サイボーグの体を晒したくないときは、「シャイなワンちゃん」のぬいぐるみを着用する。しかし、体育ずわりをしたり、二足歩行をしたり、ニャンニャンと鳴いてしまったりするなど間抜けな素振りが目立つ。

## 能力
- 身長：71.5cm
- 体重：60kg[2]
- 走力：160km/h

目はトンボと同じ複眼。悪魔のチップを取り付けてからは、体からワイヤー（サポートアーム）のような物を伸ばして、周囲の機械を取り込む能力を持つようになった。さらにクロと融合し「クロ&ミー合体兵器」となることも出来る。またおしりには「がんばれミーくん2号」という小型ロボがはいっている。
クロも同仕様の設定だが、腹部は、クロ曰く「ドラ○もん」のポケットのように、力学的に明らかにおかしい広大な収納スペースである。そこから、あまりに巨大な「何でも切れる剣」や、ガトリングなどを出す。なお、クロはニワトリ、ミーくんはシャイなワンちゃんの予備スーツをそれぞれ持っている。
生身の頃から手先は器用で倒れた剛くんを看病したり、二本足で立って料理をしていたりと、クロやマタタビ同様に化け猫同然の身体能力を持っていた。

## 武器

### 原作
ガトリング
色も形も他のものと同じであるが、ゲームや玩具等ではミーくんのものは青色になっている。
なんでも切れる剣
つばの部分の形状が違う以外はクロと同じもの。アニメではツバが緑色である。よく手入れされているらしく、クロ曰く｢切れ味は最高」とのこと。
ボーガン
三砲身。矢を放つ。クロに刺さっても大したダメージはない。
包丁
厳密には武器ではない。戦う時は二つ持っており、コック帽を被る。彼の場合なんでも切れる剣を使っている時以上に強くなる。
悪魔のチップ
クロに対抗するために取り付けられたチップ。これによってミーくんは上記のとおり様々なものを取り込めるようになった。また再登場時には性能がだいぶ落ちている。
がんばれミーくん2号
ミーくんのおしりに入っている小型ロボット。これが出撃する際、ミーくんが妊婦のように踏ん張らなくてはいけない。クロに対して攻撃的な振る舞いをするなど性格は凶暴な面が見受けられる。ミーくんが一度悪魔を倒すためにガトリングで自害した際、体はバラバラになった。しかし、今度はそのバラバラの体がミーくん2号そっくりに変身し、「デビルミーくん2号」となってクロと剛くんに襲い掛かった。

### アニメ
レーザーソード

## バリエーション
コックミーくん
コック帽と包丁を持ったときのミーくんの愛称。ほとんど格闘戦だけになるが、やたら強くなる。その後玩具化され、人気絶頂時に発売されていた「撃ちまくりフィギュアシリーズ」のコックミーくんの人気は高く、数がかなり少ないレア商品だった。
シャイなワンちゃん
『ミーくんの初恋』で出てきた犬のヌイグルミを被ったミーくんのこと。犬のリリィに恋したミーくんが「サイボーグ丸出しの体で彼女を怖がらせたくない」の思いの元、犬のぬいぐるみを被ることになった。
名前の由来は自分自身を「通りすがりのシャイなワンちゃんだから」と言ったことから。しかしながら体育すわりをしてしまったり、二本足で立ってしまったりと、実際の所はあまり意味を成さないものになってしまった。
その後はニャンニャンアーミー3号との対決でも使用したが、鼻（綿しか入っていない）を切り落とされ3号に「変な顔」と罵られてしまった。
デビル復活（もしくはホワイトウッズの逆襲）では31481711とパスワードを入れると操作できるミーくん。
プロトタイプミーくん
ニャンニャンアーミーになる前のミーくん。主な相違点は色が全体的に渋いこと、ボルトの止め跡などがまだあからさまに残っていること、腹部に｢1｣と書いてあるのが｢M｣の文字だったことである。
つまりサイボーグとして生まれてすぐの姿である。ニャンニャンアーミーになった際、よりスマートで洗練された今の姿に変わる。玩具では改造BOX2としてミーくん改造セットが発売された。

## その他
脇役でありながらクロよりも人気が高く、当時のインターネット人気ランキングで一位になったのをアニメで自慢していた。また、ロミオがアニメでそれをネタにしていた（人気投票による。クロは二位だった）。剛くん達はミーくん人気をダシにいろいろな法外的な商売をして生計を立てている。